# Kleutertje luister
Kleutertje luister was een radioprogramma voor kleuters dat door de AVRO werd uitgezonden van 1 oktober 1946 tot 1975. Het programma werd gepresenteerd door Herman Broekhuizen en Lily Petersen. Vaste pianist was Arie Snoek. De meeste teksten en liedjes waren van de hand van Herman Broekhuizen. Later werd deze opgevolgd door Joop Stokkermans. 
In de uitzending, die 10 minuten duurde, werden verhaaltjes verteld en liedjes gezongen met kinderen. Er was een vaste groep kinderen aanwezig in de studio. Eens in de twee weken werden buiten de studio opnames gemaakt. De beroemde openingszin van Lily Petersen luidde: "Hallo kindertjes van het hele land".
Het kinderprogramma werd dertig jaar lang op de radio uitgezonden. Toen Lily Petersen met het programma dreigde te stoppen, werd door de AVRO besloten om geen nieuwe presentator of presentatrice voor het programma te zoeken, omdat Petersen daarvoor te veel verbonden was geraakt met het programma. In plaats daarvan zou er een geheel nieuw radioprogramma voor kinderen worden bedacht. De laatste aflevering van Kleutertje Luister was in december 1975. In 1976 werd het opgevolgd door Radio Lawaaipapegaai.

## Liedjes uitKleutertje luister
In het programma werden zowel bekende, traditionele kinderliedjes gezongen, als liedjes van de hand van Herman Broekhuizen. Veel van zijn liedjes zijn algemeen bekend geworden, zoals Elsje Fiederelsje, Opa Bakkebaard, Onder hele hoge bomen, Een treintje ging uit rijden, Helikopter, helikopter, Vlieg op dikke vlieg, Herfst herfst, wat heb je te koop, Zie je de kastanjes aan de bomen, en Piet heeft gesnoept van de pepernoten. Zie voor een uitgebreid alfabetisch overzicht van liedjes van de hand van Herman Broekhuizen de pagina van Herman Broekhuizen.
Liedjes op de lp Hallo kindertjes van het hele land: Kleutertje luister liedjes (zonder jaar):
- Hop, hop paardje
- Tiere liere let, let, let  (H. Broekhuizen)
- Klein, klein kleutertje
- Tussen Keulen en Parijs
- Naar bed, naar bed, zei Duimelot
- Jan Toerelesjoer
- Vader Jakob
- Hop Marjanneke
- Zeg moeder, waar is Jan?
- Klikspaan boterspaan
- Zagen, zagen, wiele wiele wagen